# Bougon
Bougon – miejscowość i gmina we Francji, w regionie Nowa Akwitania, w departamencie Deux-Sèvres.
Według danych na rok 1990 gminę zamieszkiwało 209 osób, a gęstość zaludnienia wynosiła 18 osób/km² (wśród 1467 gmin regionu Poitou-Charentes Bougon plasuje się na 789. miejscu pod względem liczby ludności, natomiast pod względem powierzchni na miejscu 749.).
W miejscowości znajduje się megalityczne cmentarzysko.